# Ранськ
Ранськ (пол. Rańsk, нім. Rheinswein) — село в Польщі, у гміні Дзьвежути Щиценського повіту Вармінсько-Мазурського воєводства.
Населення — 221 особа (2011).

## Демографія
Демографічна структура станом на 31 березня 2011 року:
|          | Загалом | Допрацездатний вік | Працездатний вік | Постпрацездатний вік |
| -------- | ------- | ------------------ | ---------------- | -------------------- |
| Чоловіки | 108     | 24                 | 74               | 10                   |
| Жінки    | 113     | 27                 | 70               | 16                   |
| Разом    | 221     | 51                 | 144              | 26                   |